# MRVエンゲンハリア
MRVエンゲンハリア（MRV Engenharia e Participações S.A.）は、1979年に設立されたブラジル・ミナスジェライス州の州都ベロオリゾンテに本社を置く不動産開発業者である。中低所得者層向けの不動産開発に強みを発揮しており、75以上のブラジルの都市で営業活動を展開している。
1日に100戸以上の不動産を販売しており、住宅を保有していないブラジル人が住宅を持つという夢をかなえるのに一役買っている企業である。
株式はサンパウロ証券取引所に公開してあり、会社の規模では同業のシレラ・ブラジル・リアリティ、PDGレアルティに次ぐ規模に成長している。